# Etta Madier de Montjau
Etta Madier de Montjau, geboren als Henriëtte Erika Dorothé Roehl (New Orleans, 23 juli 1870 – Parijs, 19 oktober 1912), was een Amerikaans sopraan.
Ze was getrouwd met impresario Emile Raoul Noël Madier de Montjau, en sinds 1897/1898 enige tijd verbonden aan de Nederlandse Opera. Ze had toen al een loopbaan als zangeres in de grote Amerikaanse steden achter de rug. Haar basisopleiding verkreeg ze New Orleans en vanaf haar twintigste in New York van Emma Fursch-Madi. 
Leider Cornelis van der Linden had haar als “eerste jeugdig-dramatische zangeres” vanuit Parijs had gehaald; het echtpaar streek neer in de Marnixstraat 394. Ze had een voorliefde voor het Franse repertoire. Ze zong onder meer in Romeo en Julia van Charles Gounod en (circa zestig voorstellingen van) Cleopatra van August Enna. Na deze verbintenis trok ze met een operagezelschap uit Berlijn weer door de Verenigde Staten. Eenmaal terug zong ze bij gezelschappen in Berlijn, Amsterdam en Nice.
Ze had zich al enige tijd vanwege een zwakke gezondheid teruggetrokken om in Parijs zangles te geven. Door haar vroege overlijden kon ze haar afspraken met genoemd Amsterdams operabedrijf in het seizoen 19121/1913 niet (meer) nakomen. Ze zong niet alleen bij de opera maar verzorgde tevens liederenavonden met onder meer Barend Kwast (kleine zaal Concertgebouw in 1898), Richard Hageman en Johan de Veer achter de piano. 
Ze was in Nederland een geliefd zangeres, haar overlijden was landelijk nieuws. Haar naam bleef tot in de jaren dertig rondgaan in de pers bij terugblikken naar het verleden. Broer Theodore Roehl was redelijk bekend bariton in de Verenigde Staten. Rond 1950 duikt de naam Etta Madier (vermoedelijk als pseudoniem) opnieuw op als Amsterdamse vertolker van Franse chansons in Nederlandse theaters en voor de radio. De naam verdwijnt net zo snel als ze gekomen is.